# Championnat du Honduras d'échecs
Le championnat du Honduras d'échecs est une compétition d'échecs  organisée par la fédération hondurienne des échecs, la FENAH (en espagnol : Federación Nacional de Ajedrez de Honduras), fondée en 1993.

## Vainqueurs du championnat mixte
Voici les champions du championnat mixte.
| Année   | Vainqueur                | Championne féminine    |
| ------- | ------------------------ | ---------------------- |
| 1983    | David Singh              |                        |
| 1984    | Ignacio García           |                        |
| 1986    | Daniel Colindres         |                        |
| 1987    | José Cruz                |                        |
| 1988    | Ricardo Haces            |                        |
| 1989    | José Cruz                |                        |
| 1990    | Ignacio García           |                        |
| 1991    | Javier Medina            |                        |
| 1992    | Javier Medina            |                        |
| 1993    | Samuel Norales           |                        |
| 1994    | Jeremías Samayoa         |                        |
| 1995    | Jeremías Samayoa         |                        |
| 1997    | José Antonio Guillén     |                        |
| 1998    | José Antonio Guillén     |                        |
| 1999    | José Antonio Guillén     |                        |
| 2000    | José Antonio Guillén     |                        |
| 2001    | Ricardo Urbina           |                        |
| 2002    | Luis Sieiro              |                        |
| 2003    | Ricardo Urbina           |                        |
| 2004    | José Antonio Guillén     |                        |
| 2005    | José Antonio Guillén     |                        |
| 2006    | José Antonio Guillén[3]  |                        |
| 2008    | Iván Meza[4]             |                        |
| 2009    | Javier Medina[5]         |                        |
| 2010–11 | Daniel Colindres[6]      |                        |
| 2011–12 | Daniel Colindres[7]      |                        |
| 2013    | Nahúm Gavarrete[8]       |                        |
| 2014    | Nahúm Gavarrete[9]       |                        |
| 2015    | Alejandro Chinchilla[10] |                        |
| 2016    | José Antonio Guillén[11] | Andrea Melissa Mora    |
| 2017    | José Antonio Guillén     | Katherine Ortiz        |
| 2018    | Nahún Gavarrete          | Marcella Garcia        |
| 2019    | José Antonio Guillén     | Carolina Torres        |
| 2020    | COVID                    | Alejandra Garcia Reyes |
| 2021    | COVID                    |                        |
| 2022    | Alcides Meza             | Andrea Nicole Garcia   |
| 2023    | Nilson Cardenas          | Bitia Cruz             |
| 2024    | Joel Gavarrete           | Valeria Viana          |